# 織金県
織金県（しききん-けん）は中華人民共和国貴州省畢節市に位置する県。

## 地理
県内にカルスト地形が多い。織金洞、綺結河、東風湖の3カ所の洞窟、峡谷、天然橋、シンクホールが2015年に「織金洞ユネスコ世界ジオパーク」に指定される。

## 行政区画
下部に6街道、16鎮、3郷、7民族郷を管轄する。
- 街道
  - 双堰街道、文騰街道、金鳳街道、三甲街道、綺陌街道、八歩街道
- 鎮
  - 牛場鎮、馬場鎮、桂果鎮、猫場鎮、化起鎮、竜場鎮、以那鎮、三塘鎮、阿弓鎮、珠蔵鎮、中寨鎮、板橋鎮、白泥鎮、少普鎮、熊家場鎮、黒土鎮
- 郷
  - 納雍郷、実興郷、上坪寨郷
- 民族郷
  - 自強ミャオ族郷、大平ミャオ族イ族郷、官寨ミャオ族郷、茶店プイ族ミャオ族イ族郷、金竜ミャオ族イ族プイ族郷、後寨ミャオ族郷、鶏場ミャオ族イ族郷

## 交通

### 鉄道
- 中国鉄路総公司
  - 隆黄線
    - 織金駅

  - 織納線

### 道路
- 高速道路
  - 厦蓉高速道路
  - S55 遵望高速道路